# جان للند آتود
جان للند آتود (انگلیسی: John Leland Atwood; ۲۶ اکتبر ۱۹۰۴ – ۵ مارس ۱۹۹۹) مهندس اهل ایالات متحده آمریکا بود.
وی همچنین برندهٔ جوایزی همچون مدال ملی فناوری و نوآوری شده‌است.